# 再见还是春天
《再见还是春天》是一首歌曲，發佈於2022年5月。歌曲由16位开心麻花音乐剧演员演唱，以及全体57位签约演员在家“云录制”的歌曲MV。歌曲致敬在上海2019冠状病毒病疫情中深处一线的抗击疫情工作者。
1. ↑  . 新民网.   [2022-09-07]. （原始内容存档于2022-09-07）.